# Teenage Mutant Ninja Turtles (игра, 2003)
Teenage Mutant Ninja Turtles — компьютерная игра в жанре beat ’em up о персонажах комиксов Кевина Истмена и Питера Лэрда Черепашках-ниндзя. Игра была разработана и издана японской компанией Konami в 2003 году к премьере первого сезона одноимённого мультсериала, сюжет которого лёг в её основу. Она повествует о начале противостояния четырёх мутировавших черепах-подростков — Леонардо, Донателло, Микеланджело и Рафаэля — и могущественного японского клана ниндзя Фут, возглавляемого загадочным мастером боевых искусств Шреддером.
С 1989 по 1994 год, вплоть до истечения выданной правообладателем Mirage Studios лицензии, Konami создавала и выпускала все игры по франшизе. После заключения нового соглашения между ними, Konami и Mirage, совместно с 4Kids Entertainment, разработали новую игру про Черепашек-ниндзя для платформ PlayStation 2, Xbox, GameCube, Windows и Game Boy Advance.
Teenage Mutant Ninja Turtles получила смешанные, преимущественно негативные отзывы от игровых журналистов. Хотя рецензенты хвалили воспроизводящую визуальный стиль мультсериала графику, они, в то же время, сетовали на однообразный игровой процесс и отсутствие кооператива для четырёх игроков. Konami учла критику при разработке продолжений — Battle Nexus и Mutant Nightmare.

## Игровой процесс

### Версия для PS2, Xbox, GameCube и Windows

Рафаэль и Леонардо сражаются с Фут-ниндзя. В отличие от предыдущих игр, кооператив рассчитан на двоих человек. Хотя у каждого персонажа есть своя шкала здоровья, запасные жизни распределяются поровну

Teenage Mutant Ninja Turtles — это трёхмерный beat ’em up, в котором игрок управляет одной из четырёх Черепашек-ниндзя — Леонардо, Донателло, Микеланджело или Рафаэлем. По большей части они передвигаются по земле, однако, в отдельных случаях протагонисты пересекают внутриигровые препятствия — лазерные лучи или лаву с помощью обычного или двойного прыжка. Рывки позволяют увеличить скорость передвижения персонажей. На уровнях герои сталкиваются с различными противниками: механическими мышеловами, уличными бандитами, ниндзя, нанороботами и мутантами. Для дальнейшего продвижения игроку необходимо победить их всех, в противном случае перед ним возникнет непроходимый барьер. Установить местоположение противников на карте помогает радар в углу экрана. Каждый из персонажей обладает собственным набором движений и уникальным оружием. В сражениях они используют два вида атак — обычные и сильные, которые игрок может объединять в комбо-удары. Также персонажи способны атаковать противников на бегу и подбрасывать их в воздух апперкотом. По мере прохождения сюжетной кампании открывается ещё один элемент боевой системы — воздушные атаки, представляющие собой удары в прыжке. Все эти удары сопровождаются насмешками протагонистов и всплывающими на экране восклицаниями вроде «crash» и «boom». Помимо врагов, на уровнях также встречаются взрывающиеся бочки и машины, пожарные гидранты, при открытии которых оказавшихся поблизости персонажей сбивает с ног мощный поток воды, и ящики с внутриигровыми бонусами: восстанавливающими здоровье продуктами питания, открывающими концепт-арты макимоно, усиливающими силу, скорость и защиту кристаллами и метательными сюрикенами — обычными, электрическими и огненными.
Игра воспроизводит визуальный стиль мультсериала «Черепашки-ниндзя» 2003 года при помощи технологии сел-шейдинг. Повествование разворачивается через фрагменты серий первого сезона, которые демонстрируются перед началом миссий и после их завершения, а также посредством созданных на движке игры кат-сцен с диалоговыми окнами. Сюжетная кампания, представленная в «режиме истории», охватывает шесть глав, каждая из которых, в свою очередь, делится на несколько этапов — от пяти до семи, а также специальные уровни «додзё», посвящённые оттачиванию навыков игрока; после их завершения игровые персонажи приобретают новые способности. Игрок может пройти сюжет как самостоятельно, так и в кооперативе. В последнем случае у каждого из персонажей есть собственная шкала здоровья, однако шесть запасных жизней, которые выдаются игрокам на первом этапе каждой главы, распределяются поровну. После истечения последней шкалы здоровья глава начинается сначала. Несмотря на то, что все протагонисты проходят единую сюжетную линию, на отдельных уровнях каждого из них встречаются уникальные боссы, например в первой главе только Рафаэль сражается с Кейси Джонсом, который, ко всему прочему, является одним из двух дополнительных игровых персонажей и становится доступен при прохождении режима истории в том случае, если игрок соберёт все имеющиеся в игре макимоно. Второй открываемый протагонист — это учитель Черепашек-ниндзя по имени Сплинтер. Чтобы разблокировать его, игрок должен завершить сюжетные кампании четырёх основных персонажей; после этого в заключительной главе появится ещё один этап с секретным боссом в лице Ороку Саки. В общей сложности игра состоит из 35 этапов.
Помимо сюжетной кампании, в игре есть три дополнительных режима — «состязание», «противостояние» и «база данных». В режиме состязания игрок противостоит большинству боссов из режима истории на небольшой арене. После прохождения каждого этапа вокруг игрока появляются ящики с восстанавливающими здоровье продуктами питания и сюрикенами. В режиме противостояния игрок сражается с другим пользователем или управляемым ИИ персонажем на различных локациях из основной истории. Здесь список игровых персонажей пополняют боссы из сюжетной кампании; единственным исключением является Хамато Ёси — финальный противник в режиме состязания, который открывается после его успешного завершения. В базе данных игрок может просмотреть концепт-арты персонажей, локаций и иных предметов, а также страницы комиксов.

### Версия для GBA
Версия Teenage Mutant Ninja Turtles для GBA представляет собой сайд-скроллер в жанре платформера. Повествование разворачивается через кат-сцены со статичными кадрами и диалоговыми окнами. У каждой из Черепашек-ниндзя есть своя сюжетная кампания, которая, в свою очередь, состоит из четырёх этапов и представляет собой адаптацию одного из эпизодов мультсериала. После прохождения 16 основных уровней на нормальной или тяжёлой сложности открывается бонусный этап — штурм особняка Шреддера. Персонажи пересекают препятствия — пропасти, лазеры и лаву — с помощью обычных и двойных прыжков, а также предметов интерьера — лестниц и платформ. Помимо битв с обычными противниками, такими как ниндзя клана Фут, Пурпурные драконы и мышеловы, одна часть этапов отведена под сражения с боссами, а другая под индивидуальные испытания, которые черепашки проходят на транспорте: Леонардо уничтожает мышеловов на вездеходе, Рафаэль участвует в гонке с Кейси Джонсом на мотоциклах, Донателло уклоняется от ракет на планёре, а Микеланджело собирает драгоценные камни на скейтборде. Так как персонажи владеют разными видами оружия, анимации их движений отличаются друг от друга. Помимо обычных и сильных атак стоя, в приседании и в воздухе протагонисты обладают специальными навыками: например, только Рафаэль в состоянии карабкаться по стенам, точно так же, как и Микеланджело является единственной черепахой, которая может совершать прыжки от стен. Также, при зажатии сильной атаки заполняется специальный счётчик под шкалой здоровья, разделённый на три секции: каждой из них соответствует один из трёх специальных ударов с широким радиусом действия, которые наносят большее количество урона противникам. На уровнях они собирают восстанавливающие здоровье канистры с мутагеном и кристаллы.

## Сюжет

### Персонажи и сеттинг
События игры начинаются в канализации Нью-Йорка и повествуют о похождениях четырёх черепах-подростков, которые, наряду со своим учителем крысой Сплинтером, мутировали в антропоморфных животных. Сплинтер назвал своих приёмных детей в честь художников эпохи Возрождения и обучил их боевым искусствам; каждый из них овладел уникальным оружием: Леонардо — катанами, Донателло — посохом бо, Микеланджело — нунчаками, а Рафаэль — саями. На поверхности Черепашки-ниндзя познакомились с владелицей антикварного магазина Эйприл О’Нил и линчевателем в хоккейной маске Кейси Джонсом. Помимо друзей, они также обзавелись врагами в лице: безумного учёного и создателя разрушивших их убежище механических мышеловов доктора Бакстера Стокмана, лидера уличной банды «Пурпурные драконы» Хана и главы могущественного преступного клана ниндзя Фут Ороку Саки, более известного как криминальный авторитет Шреддер.

### История
На черепах и Сплинтера нападают механические мышеловы, которые разрушают их логово, из-за чего братьям приходится выйти на поверхность, чтобы встретиться со Сплинтером на другом конце города, так как последний отделился от них во время разрушения канализации. По пути они противостоят банде Пурпурных драконов и знакомятся с линчевателем Кейси Джонсом, который начал бороться с преступностью после того, как бандиты подожгли магазин его отца, когда он был ещё ребёнком. Затем на пути черепах встают ниндзя клана Фут, схватка с которыми разворачивается на крышах Нью-Йорка и завершается у входа в лабораторию Бакстера Стокмана, создателя мышеловов. Братья разрушают большую часть изобретений Стокмана и спасают от смерти его ассистентку Эйприл О’Нил, от которой тот попытался избавиться, когда она узнала о его преступных махинациях. В конечном итоге Черепашки-ниндзя воссоединяются со Сплинтером и тот приводит их в новое убежище.
Некоторое время спустя, Эйприл просит черепах и Кейси присмотреть за её антикварным магазином, из-за участившихся краж со взломом по соседству. Той же ночью Кейси останавливает ночного вора, однако, на помощь последнему приходит наноробот, способный модифицировать своё тело при помощи близлежащих предметов. Кейси терпит поражение, после чего черепашки бросаются в погоню за злоумышленниками. Они настигают наноробота на городской свалке, где, по окончании развернувшегося между ними сражения, уничтожают его при помощи мусоросжигателя. Тем временем о существовании братьев узнаёт глава клана Фут Ороку Саки, который поручает Стокману избавиться от них. Для этого учёный создаёт механического черепаха-бота, обладающего способностью копировать боевой стиль своих противников. Во время просмотра новостей, братья узнают о краже картин, за которой якобы стояла антропоморфная черепаха. Они решают вновь выйти на поверхность, чтобы остановить самозванца, и сталкиваются с Фут-ниндзя во главе с Ханом. Впоследствии они выслеживают черепаха-бота и побеждают его на вертолётной площадке.
В скором времени черепашки становятся свидетелями проникновения Фут-ниндзя в городской музей. Там они вновь сталкиваются с Ханом, из разговора с которым узнают о существовании Шреддера. Помимо обычных ниндзя и более искусных воинов с технологией невидимости, черепашки побеждают таинственных ниндзя-мистиков, каждый из которых контролирует одну из природных стихий: воздух, землю, воду, металл и огонь. Тем не менее, им не удаётся помешать Хану украсть древний меч Тэнгу из-за вставшего на пути ниндзя-стрелка. По прибытии домой, черепашки пытаются расспросить Сплинтера о клане Фут, однако тот просит их прекратить расследование. Братья неохотно исполняют волю учителя и предаются обучению, но затем их внимание переключается на необычные кристаллы, которые недавно нашёл Донателло. С их помощью они обнаруживают тайный проход в подземный мир, населённый множеством чудовищ. Там они находят генетическую лабораторию клана Фут и узнают о том, что эти монстры когда-то были людьми, которые были похищены Шреддером и насильно подвергнуты мутации. Столкнувшись с тремя разумными мутантами, черепахи обещают найти способ вернуть им прежнее состояние. По возвращении в логово они убеждают Сплинтера рассказать им о Шреддере. Узнав, кем является их враг, Черепашки-ниндзя решают остановить его. Сплинтер, Эйприл и Кейси отправляются вместе с ними в штаб-квартиру клана Фут.
В холле башни Шреддера Микеланджело побеждает Хана, после чего, по мере пересечения японского сада и лаборатории черепахи сталкиваются не только со своими бывшими противниками — ниндзя-мистиками, но и элитной гвардией Ороку Саки. После разрушения арсенала мышеловов Донателло противостоит Стокману, превратившему себя в киборга. Преодолев комнату с ловушками, черепахи встречаются лицом к лицу со Шреддером, вооружённым мечом Тэнгу. Последний терпит поражение и отступает в свою резиденцию «дворец Синто». Последовав за ним, братья бросают вызов альтер эго Шреддера — Ороку Саки. В конечном итоге они побеждают своего заклятого врага и покидают его убежище, не подозревая, что Саки удалось выжить.

## Разработка, продвижение и выпуск
В 2001 году представители издательства комиксов Mirage Studios, принадлежавшего одному из создателей Черепашек-ниндзя Питеру Лэрду, встретились с шестью издателями компьютерных игр, проявивших интерес к приобретению эксклюзивной лицензии на разработку и выпуск игр про этих персонажей. В сентябре 2002 года Konami, которая создавала и издавала все предыдущие игры про Черепашек-ниндзя с 1980-х по 1990-е года, объявила о приобретении соответствующих прав после подписания соглашения с Mirage. Первым проектом компании должна была стать игра по мотивам предстоящего мультсериала «Черепашки-ниндзя», за производство которого отвечали Mirage и 4Kids Entertainment. Исполнительный директор подразделения CS Konami Кадзуми Китауэ был рад такому сотрудничеству, так как считал, что «у 4Kids и Mirage были грандиозные планы на новых „Черепашек-ниндзя“, которые выведут эту всемирно известную франшизу на новый уровень успеха». Генеральный директор Mirage Гэри Ричардсон также выразил интерес к работе с Konami, отметив: «Мы очень рады сотрудничать с Konami над разработкой игр по мотивам совершенно нового мультсериала „Черепашки ниндзя“. Благодаря тому, что Konami будет издавать игры, а Playmates Toys продолжит выпускать игрушки, мы вновь поработаем с командами, которые помогли Mirage сделать эту франшизу успешной. Мы с нетерпением ждём презентацию новой игры Konami про Черепашек-ниндзя на E3 в мае 2003 года». Konami планировала выпустить игру в конце 2003 года в Северной Америке, а затем в странах Европы. Персонажей озвучили актёры из одноимённого мультсериала.
В январе 2003 года Konami провела пресс-конференцию в Сан-Франциско под названием Konami Gamers’ Day, где анонсировала свои будущие проекты, в числе которых была их первая игра про Черепашек-ниндзя после приобретения новой лицензии; тогда же представители издателя раскрыли её название — Teenage Mutant Ninja Turtles, а также перечень поддерживающих её игровых платформ — PlayStation 2, Xbox, GameCube, Windows и Game Boy Advance. На этой пресс-конференции разработчики подтвердили, что игра будет основана на «Черепашках-ниндзя» 2003 года, а также продемонстрировали первые скриншоты с персонажами, смоделированными по образу их аналогов из мультсериала от 4Kids с помощью технологии сел-шейдинг. Журналисты узнали, что в игре появятся все четыре Черепашки-ниндзя — Леонардо, Донателло, Микеланджело и Рафаэль —, а также их заклятый враг Шреддер. Помимо этого, создатели раскрыли подробности игрового процесса Teenage Mutant Ninja Turtles, в частности наличие кооператива, сюжетного режима и режима сражений, а также её жанр. Релиз игры был намечен на октябрь 2003 года.
Во время игровой выставки E3 2003, состоявшейся в мае, разработчики разобрали все внутриигровые режимы и рассказали о сюжетной кампании и второстепенных персонажах, а также представили новые скриншоты из игры. Менеджер по продукту Эрика Мэйсон заявила, что «игра позволит игрокам погрузиться в остро-сюжетный сеттинг популярного мультсериала» и «произведёт фурор» среди фанатов Черепашек-ниндзя, которые «требовали возвращения героев в панцирях». В августе Konami презентовала игру на игровой выставке Sony PlayStation Experience 2003. В рамках продвижения Teenage Mutant Ninja Turtles Konami сотрудничала с Playmate Toys, которая, помимо обычных фигурок по мультсериалу, выпустила три эксклюзивные, основанные на уникальных боссах игры — ниндзя-стрелке, злом черепаха-боте и гигантском мышелове; около 1,2 млн фигурок содержали секретные коды, открывающие дополнительный внутриигровой контент, например альтернативные костюмы персонажей. Тираж игры составил более одного миллиона копий. Розничные магазины компьютерных игр продавали вместе с ней комиксы по мотивам мультсериала от издательства Dreamwave, тематические футболки, DVD-диски с бонусными материалами и фигурки Playmate Toys. В 2006 году Konami перевыпустила версии Teenage Mutant Ninja Turtles 2003 года и её сиквела с подзаголовком Battle Nexus для GBA на одном катридже.

## Восприятие и наследие
| Сводный рейтинг       | Сводный рейтинг | Сводный рейтинг | Сводный рейтинг | Сводный рейтинг | Сводный рейтинг |
| Издание               | Оценка          | Оценка          | Оценка          | Оценка          | Оценка          |
| Издание               | GBA             | GC              | PC              | PS2             | Xbox            |
| --------------------- | --------------- | --------------- | --------------- | --------------- | --------------- |
| GameRankings          | 70,35 %         | 61,99 %         | 54,67 %         | 61,08 %         | 57,68 %         |
| Metacritic            | 71/100          | 57/100          | 55/100          | 59/100          | 56/100          |
| Иноязычные издания    |                 |                 |                 |                 |                 |
| Издание               | Оценка          | Оценка          | Оценка          | Оценка          | Оценка          |
| Издание               | GBA             | GC              | PC              | PS2             | Xbox            |
| EGM                   | N/A             | N/A             | N/A             | 7,0/10          | N/A             |
| Eurogamer             | N/A             | N/A             | N/A             | 3/10            | N/A             |
| Game Informer         | 7,25/10         | N/A             | N/A             | 7,75/10         | N/A             |
| GamePro               | N/A             | N/A             | N/A             | [ 44 ]          | N/A             |
| GameRevolution        | N/A             | N/A             | N/A             | C-              | N/A             |
| GameSpot              | 5,7/10          | N/A             | N/A             | N/A             | 6,3/10          |
| GameSpy               | N/A             | N/A             | N/A             | [ 46 ]          | N/A             |
| GameZone              | [ 47 ]          | N/A             | N/A             | 5/10            | N/A             |
| IGN                   | 6,9 /10         | N/A             | 5,3/10          | N/A             | N/A             |
| Nintendo World Report | N/A             | 8/10            | N/A             | N/A             | N/A             |
| Siliconera            | N/A             | 7/10            | N/A             | 7/10            | 7/10            |
| Русскоязычные издания |                 |                 |                 |                 |                 |
| Издание               | Оценка          | Оценка          | Оценка          | Оценка          | Оценка          |
| Издание               | GBA             | GC              | PC              | PS2             | Xbox            |
| Absolute Games        | N/A             | N/A             | 55/100          | N/A             | N/A             |
| «Игромания»           | N/A             | N/A             | 7,5/10          | N/A             | N/A             |
| «Страна игр»          | 7,5/10          | N/A             | N/A             | N/A             | N/A             |

Teenage Mutant Ninja Turtles получила смешанные, преимущественно негативные отзывы от игровых журналистов. На сайте-агрегаторе рецензий Metacritic версия для PC имеет 55 баллов из 100, для Xbox — 56 баллов из 100, для GC — 57 баллов из 100, для PS2 — 59 баллов из 100, а для GBA — 71 балл из 100.
Рецензенты сошлись во мнении, что самой сильной стороной игры является её визуальное оформление, созданное при помощи технологии сел-шейдинг. Алекс Наварро из GameSpot похвалил «великолепные модели черепах и второстепенных героев с высоким уровнем детализации и яркими цветами», а также плавную анимацию; с другой стороны, по мнению Наварро, локации получились менее проработанными. Этого же мнения придерживался обозреватель с игрового сайта GameRevolution, сетовавший на небольшое количество анимаций и неуместную неоновую цветовую палитру. Electronic Gaming Monthly занял противоположную позицию, назвав игровые уровни «красивыми и разнообразными». В то время как рецензент Game Informer Джереми Зосс предпочёл внутриигровую графику интегрированным из мультсериала кат-сценам, Роб Уоткинс из GameZone назвал её «посредственной», а в качестве примера игры с правильным использованием сел-шейдинга привёл Viewtiful Joe (2003).
Критике подвергся игровой процесс, который рецензенты сочли однообразным и утомительным. Мэри Джейн Ирвин из IGN назвала его «неинтересным», а саму игру в целом — «простой кнопкодавкой», из-за ограниченного набора движений у персонажей; также Ирвин отметила, что, хотя «противники минимально отличаются друг от друга с точки зрения дизайна», игроку не нужно подбирать к каждому из них индивидуальный подход, а так как в игре нет возможности блокировать атаки, появляется «искусственная сложность». GameSpy также раскритиковал отсутствие в игре блока, которого, по его мнению, особенно не хватало в битвах с боссами. В своей рецензии для Eurogamer Том Брэмвелл заявил, что Konami создавала игру по образцу «проектов 15-летней давности» и не смогла предложить ничего нового, кроме «проверенного рецепта». Зосс напротив положительно отозвался об управлении из-за простоты освоения, большого количества боевых комбинаций и акробатических манёвров.
Большинство рецензентов сетовало на отсутствие в Teenage Mutant Ninja Turtles кооператива для четырёх игроков. GamePro пришёл к выводу, что так как Черепашек-ниндзя четверо, о чём поётся даже во вступительной заставке, кооператив не должен быть рассчитан на двух игроков. С другой стороны, Тай Шугарт из Nintendo World Report описал парное прохождение как «увлекательный опыт».
Олег Ставицкий из Игромании назвал игру «крепкой аркадой с отменной графикой и, к сожалению, нереализованным потенциалом». В своей рецензии для Страны Игр Артём Шорохов отметил, что «технические штучки Донателло немало разнообразят классический beat’em up старой школы». Рецензент Absolute Games Игорь Сонин резюмировал: «Teenage Mutant Ninja Turtles образца 2003 года запоминается прежде всего благодаря FMV-заставкам. Если убрать мутную резню, мешающую их просматривать, игре это нисколько не повредит».
Версия для GBA была удостоена более положительных оценок. По мнению Грега Сьюарта из EGM, с её помощью Konami удалось вернуть игроков во времена их предыдущих игр про Черепашек-ниндзя и Final Fight (1989). Стив Стейнберг из GameSpy похвалил визуальное оформление игры, в частности за яркие и детализированные фоны с правильной резкостью, благодаря которым она «не устаревает». Хотя Фрэнка Прово из GameSpot не впечатлил дизайн уровней, рецензент отметил, что «черепахи выглядят великолепно, с правильным цветом кожи, оружием и аксессуарами». Также Прово понравилась интеграция музыки из одноимённого мультсериала 2003 года и качественная обработка звука. Jeuxvideo.com положительно оценил уровни с транспортными средствами, однако был разочарован их простотой с точки зрения игрового процесса. В то же время все рецензенты сошлись во мнении, что у игры есть три большие проблемы — короткая продолжительность, затянутые кат-сцены и отсутствие кооператива.
В 2004 году Konami выпустила продолжение игры под названием Teenage Mutant Ninja Turtles 2: Battle Nexus, в котором компания, учтя критику кооператива первой части, добавила возможность играть вчетвером; Battle Nexus адаптировала события второго сезона мультсериала. В 2005 году Konami издала заключительную часть трилогии — Teenage Mutant Ninja Turtles 3: Mutant Nightmare, созданную по мотивам третьего сезона мультсериала; это единственная игра подсерии, которая не была портирована на Windows. После выхода Teenage Mutant Ninja Turtles: The Cowabunga Collection, представляющего собой сборник игр Konami 1980-х и 90-х годов, продюсер компании Чарльз Мураками заявил, что этот проект появился благодаря бурным просьбам фанатов франшизы, поэтому не стал исключать выхода аналогичного сборника с играми по мотивам мультсериала 2003 года.